# Stefan Heße
Pour les articles homonymes, voir Hesse.
Stefan Heße ou Hesse est un prélat catholique allemand, il est depuis le 26 janvier 2015, archevêque de Hambourg.

## Biographie
Stefan Hesse a grandi à Cologne dans une famille de boulangers indépendants. Diplômé de au lycée Georg Büchner Cologne-Weiden, il commence à étudier la philosophie et la théologie à Bonn et à Ratisbonne en 1986. Le 18 juin 1993, il reçoit l'ordination sacerdotale en la cathédrale de Cologne par l'archevêque de Cologne, le Cardinal Joachim Meisner. De 1993 à 1997, il est aumônier à Saint-Rémi à Bergheim. De 1997 à 2003 il travaille au séminaire de théologie de l'archidiocèse de Bonn, dirigé à l'époque par l'actuel archevêque de Cologne, Rainer Woelki. En 2001, il obtient son doctorat avec une thèse sur Hans Urs von Balthasar. De 2003 à 2005 il dirige le département de pastorale et en 2012 il est également représentant diocésain pour la radio et la télévision. Il est fait prélat de Sa Sainteté en 2010.
Le 26 janvier 2015, il est nommé archevêque de Hambourg par le pape François. Il est alors consacré le 14 mars suivant par l'évêque Franz-Josef Bode, assisté du cardinal Rainer Woelki et de Norbert Werbs.

## Succession apostolique
Stefan Heße a ordonné les évêques suivants :
- Évêque Horst Eberlein (de) (2017)
- Évêque Heiner Wilmer, S.C.I. (2018)